# Nhận phòng tại Hanyang
Nhận phòng tại Hanyang (tiếng Hàn: 체크인 한양 (Checkeuin hanyang); dịch nghĩa đen: "Check-in hanyang") là một bộ phim truyền hình Hàn Quốc sắp ra mắt với sự tham gia của các diễn viên Bae In-hyuk, Kim Ji-eun, Jung Gun-joo, Park Jae-chan, Kim Eui-sung, Yoon Je-moon, Han Jae-suk, và Kim Min-jung. Bộ phim dự kiến sẽ được phát sóng vào khung giờ 19:50 (KST) thứ Bảy và Chủ nhật hàng tuần trên kênh truyền hình Channel A bắt đầu từ ngày 21 tháng 12 năm 2024.

## Nội dung
Yongcheonru (Yongcheon lâu) là khách điếm lớn nhất ở Joseon. Phương châm của họ là "Khách hàng là vương". Một ngày nọ, 4 tập sự mới xuất hiện tại Yeongcheonru và mỗi người họ đều có lý do bí mật của mình.
Lee Eun (Bae In-hyuk) thực chất là một vương tử Joseon, anh đã che giấu danh tính và bắt đầu làm tập sự tại Yongcheonru với bí danh Lee Eun-Ho. Hong Deok-Soo (Kim Ji-eun) là một nữ nhân nhưng đã cải trang thành nam nhân để vào Yongcheonru, với mục tiêu trở thành chủ nhân của nơi đây. Cheon Joon-Hwa (Jung Gun-joo) được định sẽ là người kế nhiệm Yongcheonru, nên đã bị cha mình ép làm tập sự nơi đây, dù anh chẳng hề có hứng thú với điều đó. Gia đình của Go Soo-Ra (Park Jae-chan) đã suy sụp một thời gian. Để xây dựng lại danh tiếng gia đình, anh quyết định tập sự tại Yongcheonru với mục tiêu được thăng chức thành nhân viên chính thức. Trong thời gian làm việc tại Yongcheonru, 4 tập sự này đã cùng nhau trải qua nhiều biến cố và trở thành bạn bè.

## Nhân vật

### Nhân vật chính
- Bae In-hyuk vai vương tử Lee Eun / Lee Eun-ho[3]

Một vị vương tử che giấu thân phận và xâm nhập vào Yongcheonru, khách điếm lớn nhất ở Joseon, dưới cái tên Lee Eun-ho.
- Kim Ji-eun vai Hong Deok-soo[3]

Một người phụ nữ cải trang thành một nam nhân tới Yongcheonru làm tập sự với tham vọng lớn rằng sẽ trở thành chủ nhân của nơi này.
- Jung Gun-joo vai Cheon Jun-hwa[3]

Người thừa kế của Yongcheonru, là một chàng trai có dung mạo đẹp trai cùng với vận may đặc biệt luôn thu hút tiền bạc, nhưng lại chẳng hề hứng thú với việc kế nhiệm Yongcheonru.
- Park Jae-chan vai Go Soo-ra[3]

Một chàng trai trẻ đến từ Hanyang không quan tâm đến việc người khác nghĩ gì và chỉ nói những gì mình muốn nói. Anh tới Yongcheonru làm tập sự với mục tiêu sẽ gây dựng lại danh tiếng cho gia đình mình.

### Nhân vật phụ
- Han Jae-suk vai Chúa thượng Lee Hyeon-wi[4]
- Kim Eui-sung vai Cheon Bang-ju[4]
- Yoon Je-moon vai Oh Yeong-rak[4]
- Kim Yun-bae vai Bang Sa-seon[4]
- Kim Young-joon vai Yoo Su-in[4]
- Choi Min-chul vai Jo Seung-ryang[4]
- Jung Eun-pyo vai Jang Suk-su[4]
- Jeon Hye-yeon vai Ji Yeon-hui[4]
- Yim So-yun vai Koo-sil[4]
- Bae Jae-won vai Beom-ho[4]
- Lee Ho-won

### Nhân vật khách mời
- Kim Min-jung

## Sản xuất

### Phát triển
Nhận phòng tại Hanyang được viết bởi biên kịch Park Hyun-jin, do Myeong Hyun-woo đạo diễn, lên kế hoạch bởi Channel A và đồng sản xuất bởi các đơn vị Wemad Co., Raemongraein và Story Networks. 
Vào ngày 29 tháng 8 năm 2024, Channel A và công ty sản xuất nội dung Nhật Bản Pony Canyon đã ký một thỏa thuận kinh doanh để cùng sản xuất Nhận phòng tại Hanyang tại Trung tâm truyền thông Dong-a ở quận Jongno, Seoul.

### Lựa chọn diễn viên
Vào ngày 26 tháng 4 năm 2024, Bae In-hyuk, Kim Ji-eun, Jung Gun-joo, và Park Jae-chan đã được xác nhận là các nhân vật chính của bộ phim. Cũng theo bài phỏng vấn trên tờ SPOTV News vào ngày 28 tháng 5, Han Jae-suk cũng sẽ đảm nhận một vai diễn trong phim. Ngày 13 tháng 6, có thông tin rằng Kim Min-jung sẽ đảm nhận một vai diễn khách mời. Tới ngày 24 tháng 6, theo như lời thông báo từ công ty quản lý, Lee Ho-won sẽ tham gia bộ phim.

## Phát sóng
Channel A đã thông báo rằng Nhận phòng tại Hanyang sẽ được phát sóng vào tháng 12 năm 2024. Vào tháng 11 năm 2024, bộ phim đã được xác nhận sẽ ra mắt vào ngày 21 tháng 12 và sẽ phát sóng vào thứ Bảy và Chủ Nhật hàng tuần lúc 19:50 (KST).